# Galvatron
Galvatron es un personaje ficticio perteneciente al universo Transformers. Es la versión renovada de Megatron. Él es el enemigo de los Autobots y el líder de los Decepticons.

## Transformers: Generación 1
Luego de la Gran Batalla entre Decepticons y Autobots ocurrida en la Tierra el año 2005, los Decepticons son derrotados, Optimus Prime muere y Megatron queda gravemente herido quedando al borde de la muerte. Los Decepticons regresan a bordo de Astrotrain, pero al haber demasiado peso, este pide aligerar carga; entonces Starscream, el segundo al mando, propone arrojar a los muertos y heridos al espacio exterior, entre ellos a Megatron. Mientras flotan en el espacio, los Decepticons desechados son atrapados por Unicron, quien les propone una alianza y cuerpos nuevos. De esta forma, Megatron se convierte en Galvatron, quien puede transformarse en un poderoso cañón láser cybertroniano.

### Ficha técnica
| Título           | Líder de los Decepticons                                      |
| Alianza          | Decepticons                                                   |
| Transformación   | Cañón Cybertroniano Camión Freightliner Argosy blanco y negro |
| Lema             | "Mi poder es todo, la derrota es absurda!"                    |
| Fuerza           | 10/10                                                         |
| Inteligencia     | 11/11                                                         |
| Velocidad        | 9/10                                                          |
| Resistencia      | 11/11                                                         |
| Potencia de tiro | 10/10                                                         |
| Destreza         | 10/10                                                         |

## Transformers: Armada
Es la forma mejorada de Megatron obtenida cuando los mini-cons,al revivir a Optimus Prime, transforman a la mayoría de los Autobots y Decepticons a un modo más poderoso, luego de ser mejorado se llama a sí mismo Galvatron y sigue sus peleas contra Autobots, aunque un giro de eventos inesperados por parte de Unicron y Sideways, se ve obligado a aliarse ambos bandos y se sacrifica para que Unicron muera y cumple su falsa promesa de paz. su diseño es el mismo solo que es de color Morado

## Transformers: Energon
Años después, Scorponok descubre que alguien ha estado robando energía del cuerpo de Unicron, por lo que trata de descubrir de quién se trata, hasta descubrir el cuerpo destrozado de Megatron, hasta que este vuelve a revivir como Galvatron, con el cuerpo mejorado.
Conforme avanza la serie, Megatron encuentra la fuente de Super Energon , por lo que se adentra en ella para convertirse en Galvatron, con lo que obtiene una armadura más resistente. Bajo estos efectos, llega a tal punto que su cuerpo puede cambiar al tamaño de un planeta, después de que Kicker intenta destruir la chispa de Vida de Unicron, Galvatron lo detiene, pero Primus toma la fuente de Energon infinita y se dirige hacia donde está la chispa de Unicron y se fusiona con ella para formar un nuevo sol del Universo. Al final de cuentas, Galvatron decide terminar la guerra y se lanza al sol, y los Decepticons deciden hacer lo mismo.

## Películas de acción real

### Transformers: la era de la extinción(2014)
Galvatron es el nuevo líder de los Decepticons al ser poseído por Megatron que lo construyeron con su cabeza y a la vez su memoria interna y su consciente se traspasan hacia un nuevo cuerpo el cual es Galvatron. Su modo alterno es un camión Freightliner Argosy blanco y negro. Él utiliza a KSI para que fabriquen un ejército de Transformes y él pueda hacer un nuevo ejército de Decepticons, también está en busca de la Semilla. Se activa solo y activa a los drones prototipo para conseguirla y al final al ver caer a su ejército se retira, con la intención de volver por más, sabiendo que Megatron ha renacido como Galvatron.

## Transformers War for Cybertron Trilogy (Netflix)
En esta encarnación apegada a sus orígenes como en G1, Galvatron es la versión mejorada de Megatron por Unicron, es la versión de Megatron del futuro oscuro de los Maximals y los Predacons, en la cual es uno de sus seguidores (sirvientes para ser más precisos), ya que el viene de la línea de tiempo donde la Chispa Suprema se destruyó, y la guerra continuó hasta el punto en que ambos bandos, Autobot y  Decepticon quedaron en un punto crítico, ya que en su mundo Megatron mató a Optimus Prime, y el quedó en un estado deplorable flotando en el espacio, hasta que conoce a Unicron, donde se revela que el causó la guerra con el fin de la destrucción de la Chispa Suprema y la Matrix del Liderazgo de Optimus, y le ofrece a este un cuerpo nuevo con un nuevo nombre, este accede para sobrevivir, y este lo convierte en Galvatron, igual a Optimus en Nemesis Prime (claro que a este solo lo reformateo), tras años de ser heraldo de Unicron este decide cambiar las cosas, intentado viajar en el tiempo para advertirle a su yo del pasado (Megatron), aunque al principio se presenta como un aliado de este para guiarlo y ganar la guerra, pero Unicron descubre lo que hace, impidiendo que le otorgara el disco dorado con todas las grabaciones que tiene del futuro, al fallar en su primer intento, manipula al Megatron líder de los Predacons para robar el disco dorado para poder dárselo a su yo del pasado, y al final lo hace pero al ver que esto no cambiara su línea de tiempo, hace una alianza con Nemesis Prime para viajar en el tiempo y robarles la Chispa Suprema a sus versiones del pasado, se presenta frente a Megatron como su yo del futuro, ya que luego de que Starscream le revelara a Megatron quien erá, hace una alianza con Megatron para robarle la Chispa Suprema a Optimus, pero luego Megatron lo traiciona queriendo cambiar su destino de convertirse en él; es detenido por Optimus Prime y los demás Transformers, pero luego se revela que esta vivo, porque Unicron lo devolvió a su Línea Temporal para torturarlo diciendo que ¡comenzara otra vez!. Aparece como invitado en Earthrise, y de forma oficial en Kingdom.